# Взвейтесь кострами, синие ночи
«Взве́йтесь костра́ми, си́ние но́чи» — советская пионерская песня, написанная в 1922 году. Автор слов — поэт А. А. Жаров, автор музыки — пианист С. Ф. Кайдан-Дёшкин.
По воспоминаниям А. А. Жарова, в мае 1922 года на одном из совещаний в ЦК комсомола присутствовала жена В. И. Ленина Н. К. Крупская, которая предложила идею создания пионерской песни. А. А. Жарову было поручено в двухнедельный срок написать песню. Д. А. Фурманов, к которому А. А. Жаров обратился за советом, предложил написать текст на основе какой-либо известной песни. В Большом театре на представлении оперы «Фауст» А. А. Жаров услышал «Хор солдат» композитора Ш. Гуно, который был взят за основу. Комсомолец Сергей Дёшкин, которому поручили обработать марш, придал музыке другой характер и приспособил её для пионерского горна.

## Текст песни
| Взвейтесь кострами, синие ночи! Мы — пионеры, дети рабочих. Близится эра светлых годов, клич пионеров — «Всегда будь готов!» Радостным шагом с песней веселой Мы выступаем за комсомолом. Близится эра светлых годов. Клич пионера: "Всегда будь готов!" Грянем мы дружно песнь удалую За пионеров семью мировую, Будем примером борьбы и трудов. Клич пионера: "Всегда будь готов!" Мы поднимаем алое знамя. Дети рабочих, смело за нами! Близится эра светлых годов. Клич пионера: "Всегда будь готов!" |

## Использование в фильмах или играх
- В главном меню визуальной новеллы «Бесконечное лето» (2013) звучит кавер на «Взвейтесь кострами», аранжированный и исполненный группой Between August and December.
- Композиция входит в саундтрек игры «Кризис в Кремле» (2017).